# 太平街道 (潮州市)
太平街道，是中华人民共和国广东省潮州市湘桥区下辖的一个乡镇级行政单位。2021年3月，撤销湘桥街道、西湖街道、金山街道、太平街道，合并设立新的太平街道。

## 行政区划
太平街道下辖以下地区：
下东平社区、下西平社区、砖亭巷社区、义兴社区、南门社区和下水门社区。